# Milas
Milas (anticamente Milasa, in greco Μύλασα), è una città della Turchia, centro dell'omonimo distretto della provincia di Muğla.
La città fu la prima capitale dell'antica Caria e del beylik anatolico di Menteşeoğulları in epoca medievale.
L'abitato di Milas presenta le caratteristiche generali di una città con economia focalizzata sull'agricoltura e acquacoltura, con le relative attività industriali, servizi, trasporti (in particolare dopo l'apertura dell'aeroporto di Milas-Bodrum), turismo e cultura.
Il centro è a una distanza di circa venti chilometri dalla costa ed è effettivamente più vicino all'aeroporto di Bodrum stessa. Molti passeggeri in arrivo nel periodo estivo sempre più optano per rimanere a Milas anziché a Bodrum, dove è probabile che sia difficile trovare alloggio.

## Etimologia
Il nome Milasa, con il vecchio suffisso anatolico terminante in - asa è una prova sufficiente della sua fondazione molto antica. Sulla base della sillaba -mil, trovata anche nel nome con cui i Lici chiamavano se stessi (Trmili), una teoria sostenuta da alcuni collega il nome di Milasa con il passaggio dei Lici da Mileto, che secondo Eforo fu fondata dai Lici stessi col nome di Millawanda prima di dirigersi verso la loro destinazione finale nel sud dell'Anatolia. 
Ma niente altro fa supporre un'origine licia per il nome Milasa.
Stefano di Bisanzio nel suo Ethnica dice che la città prese il nome da un certo Mylasus, figlio di Crisaore e discendente di Sisifo ed Eolo: una spiegazione che alcune fonti ritengono inconsistente per una città della Caria.

## Storia

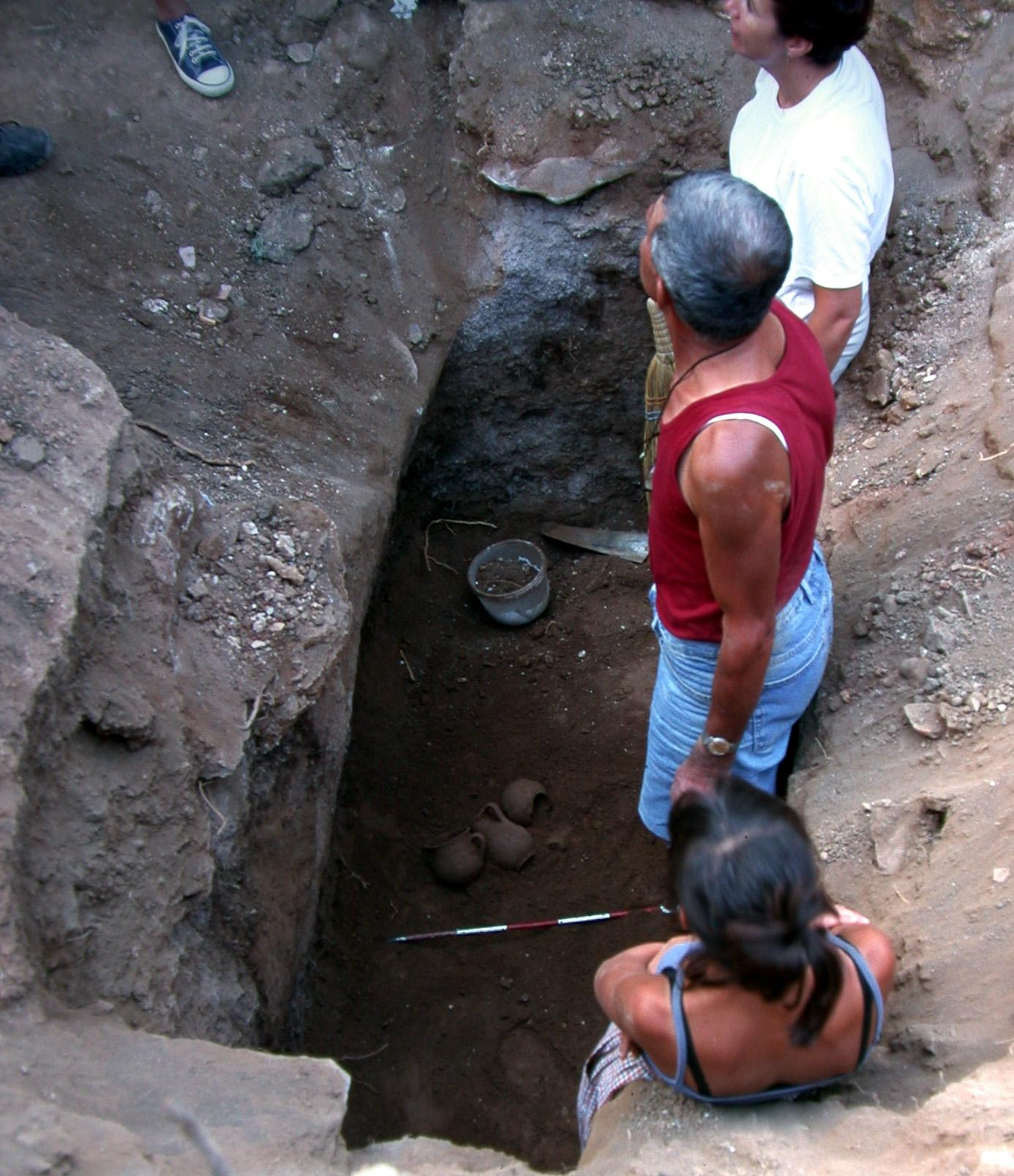
Archeologi studiano tombe della Caria a Milas Beçin

La prima datazione storica della città è posta all'inizio del VII secolo a.C., quando viene menzionato un regnante della Caria a Milasa, di nome Arselis, che avrebbe aiutato Gige re di Lydia nella sua contesa per il trono di Lidia. 
L'episodio stesso è all'origine dei racconti che riguardano l'inizio del culto e dell'erezione della statua di Zeus Labrandeo nella vicina città di Labranda, ritenuto sacro dai popoli che attraversarono l'Anatolia occidentale, con la statua dedicata, i labrys portate dagli Arselis dalla Lidia.

Zeus Labrandeo (a volte anche detto "Zeus Stratios") è una delle tre divinità proprie di Milasa, tutte denominate Zeus, ma ciascuna recante caratteristiche indigene. 
Di queste, il culto di Zeus Cario fu anche notevole per essere esclusivamente riservato, al di fuori dei Cariani, a loro congiunti della Lidia e della Misia. 
Uno dei templi più belli è anche quello dedicato a Zeus Osogoa (originariamente solo Osogoa), riconducibile a quando i Cariani erano stati navigatori, e che ha richiamato per il geografo Pausania l'Acropoli di Atene.

### Periodo persiano
Sotto i dominatori Achemenidi, Milasa divenne la principale città della Caria.
Un governatore nominato dall'Imperatore persiano (satrapo) governò la città con diversi gradi di sottomissione all'imperatore. 
Tra 460-450 a.C., Milasa era membro di spicco a livello regionale della Lega Delio-Attica, come una delle città più importanti della Caria, ma il dominio persiano fu ripristinato verso la fine del secolo stesso.

### Dinastia ecatomnide
La dinastia chiamata ecatomnide, fondata dal cario Ecatomno, continuò sotto i suoi figli e figlie che erano ufficialmente Satrapi dell'Impero persiano. 
Milasa era allo stesso tempo loro città natale e la loro capitale. 
Ma soprattutto durante il lungo Regno di Mausolus divennero di fatto governatori della Caria e di un'estesa regione circostante tra il 377-352 a.C.

Fu durante il Regno di Mausolo che la capitale fu spostata a Alicarnasso, ma Milasa mantenne la sua importanza. 
Mausolo fu il costruttore del celebre Mausoleo. 
La parola "Mausoleo" deriva da questo sovrano della Caria.

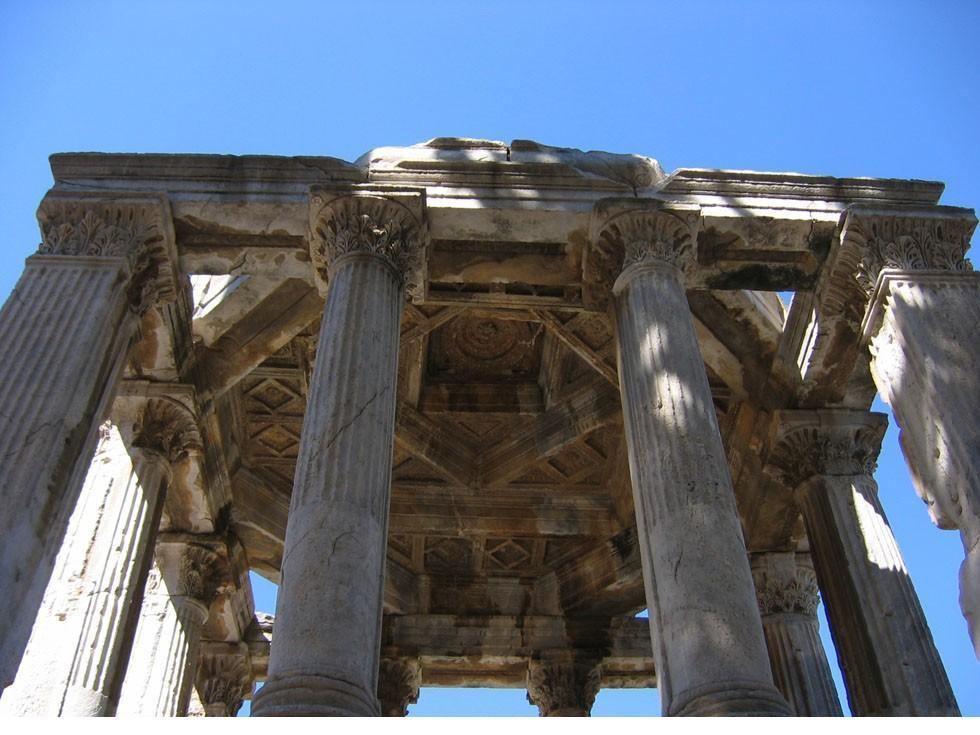
Gümüşkesen, camera di sepoltura a Milas, costruita durante il periodo romano della città e sul modello del Mausoleo di Mausolo

### Periodo Romano
Nel 40 a.C. Milasa subì gravi danni quando fu conquistata da Labieno durante la Guerra civile romana. 
Nel periodo greco-romano, anche se la città è stata contesa tra i successori di Alessandro Magno, ha goduto di una stagione di grande prosperità, e le tre città limitrofe di Euromos, Olymos e Labranda sono stati incluse nei suoi confini.

Milasa è frequentemente citata dagli antichi scrittori. 
All'epoca di Strabone la città vantava due oratori famosi, Euthydemos (Εὐθύδημος) e Hybreas (Ὑβρέας). 
Varie iscrizioni ci dicono che i culti della Frigia erano rappresentati dal culto di Sabazio; l'Egiziano, derivante da quello di Iside e Osiride. 
C'era anche un tempio dedicato a Nemesi. 
Un'iscrizione di Milasa fornisce uno dei pochi dati certi sulla vita di Cornelio Tacito; lo qualifica come governatore dell'Asia.

### Era cristiana
Tra i vescovi di antichi di Milasa vi era sant'Efrem (V secolo), la cui commemorazione viene tenuta il 23 gennaio, e le cui reliquie furono venerate nella vicina città di Leuke. 
Cirillo e il suo successore, Paolo, sono menzionati da Niceforo Callisto Xanthopoulos e nella Vita di Santo Xene. 
Michel Le Quien cita i nomi di altri tre vescovi, e le iscrizioni scoperte del periodo si riferiscono anche ad altri due, uno anonimo, l'altro di nome Basilio, che ha costruito una chiesa in onore di Santo Stefano. 
San Xene di cui sopra era una nobildonna romana che, per sfuggire al matrimonio che i suoi genitori le volevano imporre, indossando abbigliamento maschile lasciò il suo paese, cambiò il suo nome da Eusebia a Xene ("lo straniero") e visse in primo luogo sull'isola di Cos, poi a Milasa. 
Dopo la Quarta crociata, Milasa è rimasta una Sede titolare della Chiesa cattolica, Mylasensis; la sede è rimasta vacante dopo la morte dell'ultimo vescovo nel 1966.

### Periodo turco

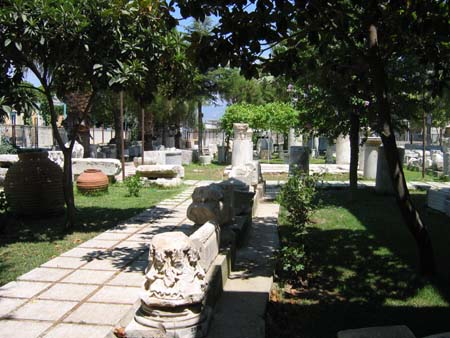
giardino del Milas Museum

#### Bey di Menteşe
Milas e la regione circostante è stata conquistata dai turchi sotto il comando di Menteşe Bey nella metà del XIII secolo, che poi ha dato il suo nome al beilikato (Menteşe) stabilendo la sua capitale in città. 
Il centro amministrativo dei suoi discendenti fu il castello di Beçin che si trova nei dintorni della cittadina omonima a una distanza di 5 km da Milas perché era più facile da difendere.

#### Impero Ottomano
Milas, insieme con l'intero Beylikato di Menteşe è stata conquistata dall'Impero ottomano nel 1390. 
Tuttavia, dodici anni dopo, Tamerlano e i suoi eserciti sconfissero gli Ottomani nella Battaglia di Ankara poi restituì il controllo di questa regione ai governanti precedenti, (Menteşe) Bey, come fece per altri Beilikati. 
Milas fu riportata sotto controllo ottomano, questa volta nel 1420, dal Sultano Mehmed I. 
Uno dei primi atti degli Ottomani fu trasferire la sede amministrativa regionale a Muğla.
All'inizio del XX secolo, secondo i dati del 1912, il centro urbano dei Milas aveva una popolazione di 9.000 abitanti, dei quali circa 2.900 erano greci, più un migliaio di ebrei, ma la maggioranza era costituita da turchi. 
I greci di Milas furono scambiati con i turchi che vivevano in Grecia, ai sensi dell'accordo del 1923 per la scambio di popolazioni greche e turche tra i due paesi, mentre la considerevole comunità ebraica è rimasta presenza stabile fino al 1950, data dalla quale ci fu l'emigrazione verso Israele; Gli ebrei originari di Milas ancora oggi tornano a visitarla.